# Breitenbach (Weiß, Wilgersdorf)
Der Breitenbach ist ein fast zwei Kilometer langer, südlicher und orographisch linker Zufluss der Weiß im nordrhein-westfälischen Kreis Siegen-Wittgenstein, der in der Gemarkung Wilgersdorf verläuft.
Weiter abwärts an der Weiß mündet ihr noch ein weiterer und größerer Breitenbach von rechts zu.

## Geographie

### Quelle
Der Breitenbach entspringt auf einer Höhe von 519 m ü. NHN am Nordhang des 579 m ü. NHN hohen Berges Kalteiche, etwa 400 Meter von seinem Gipfel entfernt. Seine Goldschmiedsborn genannte Quelle wurde vom Sauerländischen Gebirgsverein brunnenähnlich gefasst. 

### Verlauf
Von dort wendet sich der Breitenbach in anfangs nordwestliche, später in überwiegend nördliche Richtung. Nach einiger Zeit, und nach Speisen eines Teiches, löst eine Wiesenlandschaft den Wald ab. Nach Aufnehmen eines kleinen Zuflusses von links, in der Nähe des ehemaligen Grubengeländes Neue Hoffnung, und Unterqueren der Hauptstraße von Wilgersdorf, erreicht der Bach die gleichnamige Ortschaft. 
Er wendet sich nun in nordöstliche Richtung und mündet nach ein paar hundert Metern auf einer Höhe von 375 m ü. NHN in einem offenen Wiesental in den von rechts kommenden Sieg - Zufluss Weiß.
Der etwa 2 km lange Lauf des Breitenbachs endet ungefähr 144 Höhenmeter unterhalb seiner Quelle, er hat somit ein mittleres Sohlgefälle von circa 74 ‰.

### Zuflüsse
In seinem Verlauf nimmt der Breitenbach mehrere namenlose Zuflüsse auf.